# Toyota Starlet
Toyota Starlet (яп. トヨタ・スターレット, ˈstaːlət) — небольшой автомобиль, производившийся компанией Toyota с 1973 по 1999 годы. Starlet пришёл на смену Publica, сохранив код «P» в нумерации кузовов. Первое поколение на некоторых рынках продавалось как Publica Starlet. В Японии автомобиль был доступен через дилерскую сеть Toyota Corolla Store.
Слово Starlet, выбранное в качестве названия модели, переводится как «звёздочка», намекая на скромные габариты автомобиля.
Первым был спортивный турбированный Starlet, выпускавшийся в трех поколениях: Turbo S (EP71, 1986—1989), GT turbo (EP82, 1990—1995) и Glanza V (EP91, 1996—1999). Вторым был Sera, выпускавшийся в начале 1990-х годов и официально продавшийся только в Японии, получивший двухдверный кузов купе с дверьми крыльями бабочки, шасси и агрегаты Starlet. Этих моделей было выпущено около 16 000 единиц.
С 1981 по 1984 годы экспортировался в Северную Америку, после чего он был заменен на Corolla FX в североамериканской линейке моделей Toyota. В 1999 году автомобилям на большинстве рынков на смену пришли Echo / Yaris, но Toyota не выпускала городского автомобиля для Европы до 2005 года, когда появился Aygo. Другой японской альтернативой был субкомпактвэн bB, который продается в США как Scion xB.

## Первое поколение
Изначально появившийся в апреле 1973 года как серия Publica Starlet 40, Starlet (P40/P50, 1973—1978) был доступен с двигателями объёмом 1000 см³ и 1200 см³. Автомобиль получил привод на задние колеса. В целом, автомобиль был похож на укороченную Corolla. Автомобиль изначально выпускался в кузовах двухдверный седан и трехдверный универсал. Четырёхдверный седан появился в октябре 1973 года. Предлагаемые комплектации включали Standard, Deluxe, Hi-Deluxe, ST и SR. Это поколение никогда не продавалось в Европе, несмотря на популярность (в частности, в Великобритании) аналогичных автомобилей, таких как Datsun Cherry, Fiat 127 и Renault 5.

## Третье поколение
На третьем поколении (P70, 1985—1989) был применен более подходящий машинам компактного класса передний привод. Несмотря на это, спортивный имидж машины был сохранен при разработке модификации с турбонаддувом. Благодаря низким ценам на основные модели авто стало возможным выпускать оптимальное количество машин. Данная модель пользовалась большим спросом в странах Азии. С переходом на передний привод была разработана, основополагающая в дальнейшем, серия двигателей Е.  На третье поколение Toyota Starlet устанавливалась самая разнообразная линейка моторов. Также стоит отметить что именно в этом поколении впервые была опробована, а затем и закреплена установка дизельного двигателя. Из нововведений по ходовой части машина имела амортизаторами с системой регулировки жесткости TEMS. На данный автомобиль устанавливались двигателя:
- 1N (1500 cc ) - дизель. 54 л.с
- 1EL (1000 сс) 55 л.с. Бензиновый, карбюраторный. Устанавливался на автомобили для азиатского и европейского рынков . Индекс L указывает на поперечное расположение двигателя (свойственное переднему приводу.)
- 2EL (1300 cc) 65 л.с увеличенный до 1,3 литра аналог предыдущего двигателя. Также только для азиатского и европейского рынков.
- 2ELU -  (аналог 2EL) 72л.с. Оснащенный каталитическим нейтрализатором, как требуют экологические нормы Японии. Выпускался только для внутреннего рынка.
- 2E-ELU (1300 cc) 82 л.с Бензиновый, оснащался электронной многоточечной системой впрыска топлива.
- 2E-TELU (1300 cc) 110 л.с. Данная модель имела электронную систему многоточечного впрыска (EFI - Electronic Fuel Injection) а также оснащалась системой турбонаддува. В ранних версиях CT12, позже CT9.
Стоит отметить что двигателя серии 1E и 2E были первыми двигателями, получившими по 3 клапана на цилиндр (2 впускных, 1 выпускной) и один распределительный вал. Это способствовало высокой экономичности и хорошей отдаче. Турбированная версия 2E-TELU устанавливалась на Toyota Starlet в комплектациях Turbo S и Turbo R, основным отличием которых являлись более спортивные кресла с боковой поддержкой, особенный дизайн салона, аэродинамические обвесы и спойлера. Максимальная мощность мотора составляла 110 л.с. При относительно малом весе автомобиля, производителям удалось создать легкий, экономичный автомобиль с хорошей динамикой.

## Четвертое поколение
В 4-м поколении (P80, 1989—1995) представлены спортивные и GT-модификации. Последняя модель GT оснащена 4 круглыми передними фарами и являет собой внушительное, несколько агрессивное зрелище. Комплектация GT была представлена с единственным двигателем 4E-FTE. Это 4-цилиндровый 16-клапанный двигатель с турбонаддувом (турбонагнетатель CT-9). Starlet GT показала себя как надёжный, простой в эксплуатации и обслуживании, а также обладающий исключительными динамическими характеристиками в своём классе автомобиль. Достаточно просто мощность двигателя поднимается до 150 л. с. путём увеличения давления турбонаддува до 0,85 бар, установки прямоточного выхлопа и более мощного топливного насоса. После данных доработок требуется настройка топливной смеси путём установки широкополосного лямбда-зонда или AFC (air-flow converter).
Комплектации GT и Gi претерпели два рестайлинга: в 1993 и конце 1994 года. Основными изменениями в 1993 году стали обновленная приборная панель, задняя оптика автомобиля, планка между задними фарами (лишилась светящегося логотипа «GT»), в 1994 году изменилось оформление третьей двери (планка, визуально совмещающая задние фары, была заменена на раздельные модули для завершения формы фар), а также изменён бампер, передняя оптика (получила линзы и более современный внешний вид), а также решётка радиатора.
В других комплектациях передняя оптика не получила изменений за всё время производства 80-й серии.
На комплектации GT и Gi устанавливалась автоматическая трансмиссия, имеющая 4 передачи с электронным управлением режимом работы. Были доступны два режима: PWR (приоритет при выборе передачи трансмиссией отдавался более низкой передаче и работе на более высоких оборотах, включение пониженной передачи (kickdown) достигалось уже при небольшом нажатии на педаль акселератора) и MANU («зимний» режим, движение автомобиля всегда начиналось со второй передачи для уменьшения шанса пробуксовки ведущих колес).
В стандартном оснащении комплектаций GT и Gi присутствовали передняя и задняя распорки чашек стоек, призванные увеличить жёсткость кузова. Передняя — двухточечная, задняя — трёхточечная. Передние кресла, в отличие от «гражданских версий», имеют ярко выраженную боковую поддержку и спортивный дизайн.
Версия автомобиля с турбонаддувом получила хорошие позиции на рынке, и в следующем поколении кузовов (90-я серия), тоже присутствовала турбоверсия автомобиля, в этот раз получившая имя «Glanza».
Кузова 80-й серии: EP82, EP85, NP80 

Года выпуска: 1989—1995
Комплектации 80 Series:
| Название комплектации      | Используемые двигатели | Даты выпуска      |
| -------------------------- | ---------------------- | ----------------- |
| 1.3 Canvas top             | 4E-F, 4E-FE            | 12.1989 — 04.1994 |
| 1.3 Gi                     | 4E-FE                  | 12.1989 — 11.1995 |
| 1.3 GT                     | 4E-FTE                 | 12.1989 — 11.1995 |
| 1.3 S                      | 4E-F, 4E-FE            | 12.1989 — 11.1995 |
| 1.3 S sports selection     | 4E-FE                  | 05.1994 — 11.1995 |
| 1.3 Si                     | 4E-FE                  | 12.1989 — 12.1991 |
| 1.3 Si canvas top          | 4E-FE                  | 12.1989 — 12.1991 |
| 1.3 Soleil                 | 4E-F, 4E-FE            | 12.1989 — 11.1995 |
| 1.3 Soleil L               | 4E-F, 4E-FE            | 12.1989 — 11.1995 |
| 1.3 Soleil L extra package | 4E-FE                  | 12.1989 — 11.1995 |
| 1.3 X                      | 4E-F                   | 12.1989 — 12.1991 |
| 1.3 X limited              | 4E-F, 4E-FE            | 12.1989 — 11.1995 |
| 1.5 D Soleil               | 1N                     | 12.1989 — 11.1995 |
| 1.5D X                     | 1N                     | 12.1989 — 12.1991 |
| 1.5D X limited             | 1N                     | 01.1992 — 11.1995 |

## Пятое поколение
Пятое поколение (P90, 1996—1999) могло оснащаться двигателями 1,3; 1,33 (атмосферная и турбированная версии) и 1,45 литра.
Кузова 90-й серии: EP91, EP95, NP90 

Года выпуска: 1995—1999
Комплектации 90 Series:
| Название комплектации          | Используемые двигатели | Даты выпуска      |
| ------------------------------ | ---------------------- | ----------------- |
| 1.3 Carat                      | 4E-FE                  | 12.1997 — 08.1999 |
| 1.3 Glanza S                   | 4E-FE                  | 12.1995 — 08.1999 |
| 1.3 Glanza S excellent package | 4E-FE                  | 12.1995 — 08.1999 |
| 1.3 Glanza V                   | 4E-FTE                 | 12.1995 — 08.1999 |
| 1.3 Glanza V excellent package | 4E-FTE                 | 12.1995 — 08.1999 |
| 1.3 Reflet                     | 4E-FE                  | 12.1995 — 08.1999 |
| 1.3 Reflet F                   | 4E-FE                  | 12.1995 — 08.1999 |
| 1.3 Reflet F extra package     | 4E-FE                  | 12.1995 — 08.1999 |
| 1.3 Reflet X                   | 4E-FE                  | 12.1995 — 08.1999 |
| 1.3 Reflet X excellent package | 4E-FE                  | 12.1995 — 08.1999 |
| 1.3 Remix                      | 4E-FE                  | 10.1998 — 08.1999 |
| 1.5 D Reflet                   | 1N                     | 12.1995 — 08.1999 |

Силовые агрегаты:
| Марка двигателя | Максимальная мощность, л. с. (кВт) при об./мин. | Максимальный крутящий момент, кгс·м (Н·м) при об./мин. | Тип двигателя                         | Используемое топливо          | Степень сжатия | Дополнительная информация |
| --------------- | ----------------------------------------------- | ------------------------------------------------------ | ------------------------------------- | ----------------------------- | -------------- | ------------------------- |
| 4E-F            | 100 (74) / 6600                                 | 11,8 (116) / 5200                                      | Water cooling 4 cylinder DOHC16 valve | Бензин Regular (АИ-92, АИ-95) | 9              | н/д                       |
| 4E-FE           | 82 (60) / 6400                                  | 11,2 (110) / 3600                                      | Water cooling 4 cylinder DOHC16 valve | Бензин Regular (АИ-92, АИ-95) | 9              | н/д                       |
| 4E-FTE          | 135 (99) / 6400                                 | 16 (157) / 4800                                        | Water cooling 4 cylinder DOHC16 valve | Бензин Regular (АИ-92, АИ-95) | 8              | Наддув                    |
| 1N              | 55 (40) / 5200                                  | 9,3 (91) / 3000                                        | Water cooling 4 cylinder SOHC         | Дизельное топливо             | 22             | н/д                       |

В 1999 году на смену Starlet пришёл хетчбэк Toyota Yaris.